# Вулиця Дмитра Грищенка
Вулиця Дмитра Грищенка — вулиця в Мелітополі на Юрівці. Йде від Будівельної вулиці до вулиці Пожарського. Забудована приватними будинками.

## Назва
Вулиця названа честь Дмитра Грищенка (1920—1998) — директора завода «Рефма», Почесного громадянина Мелітополя.
Також у Мелітополі є площа Грищенка, розташована безпосередньо перед заводом, яким керував Дмитро Грищенко.

## Історія
Вулиця згадується 20 грудня 1946 року як 1-ша Степова вулиця. (Зараз Степовою вулицею називається інша вулиця Мелітополя.)
21 жовтня 1965 року була перейменована на вулицю Луньова на честь Олександра Георгійовича Луньова (1895—1940), командира полку, який брав участь у захопленні Мелітополя Червоною армією в 1919 році.
2016 року в ході декомунізації вулиця була перейменована на вулицю Дмитра Грищенка.